# Медвежьегорск
Медвежьего́рск (карел. Karhumäki, Karhumägi) — город (с 1938 года) в Республике Карелия Российской Федерации. Административный центр Медвежьегорского района и находящегося в его составе Медвежьегорского городского поселения.

## Этимология
Населённый пункт возник как посёлок при станции Медвежья Гора (открытой в 1916 году и называющейся так до сих пор); название было дано по деревне Медвежья Гора, находившейся в 30 километрах от станции. В 1938 году посёлок Медвежья Гора был преобразован в город с названием Медвежьегорск.

## Физико-географическая характеристика

### Географическое положение
Город расположен на берегу Онежского озера в 152 км севернее от Петрозаводска в центральной части Республики Карелия на северо-западной оконечности Большой губы Повенецкого залива Онежского озера в устьях рек Кумсы и Вички. Он окружён живописными скалами и песчано-гравийными холмами, покрытыми хвойными лесами.
Медвежьегорск располагается на стыке границ орографических зон: к западу от него находится Онежско-Ладожский водораздел, к северу и северо-востоку — Онежско-Балтийский водораздел, к югу — Заонежский сельговый район, и по восточному побережью Повенецкого и Заонежского заливов — Восточно-Онежская равнина.

### Климат
- Среднегодовая температура воздуха — 2,2 °C.
- Относительная влажность воздуха — 79,9 %.
- Средняя скорость ветра — 1,6 м/с.

Средняя температура в январе в Медвежьегорске, по нормам 1961—1990 годов, составляет −13 градусов, по новым нормам — −10.6 градусов. В летний период отмечаются белые ночи с середины мая по конец июля.
| Среднесуточная температура воздуха в Медвежьегорске по данным NASA | Среднесуточная температура воздуха в Медвежьегорске по данным NASA | Среднесуточная температура воздуха в Медвежьегорске по данным NASA | Среднесуточная температура воздуха в Медвежьегорске по данным NASA | Среднесуточная температура воздуха в Медвежьегорске по данным NASA | Среднесуточная температура воздуха в Медвежьегорске по данным NASA | Среднесуточная температура воздуха в Медвежьегорске по данным NASA | Среднесуточная температура воздуха в Медвежьегорске по данным NASA | Среднесуточная температура воздуха в Медвежьегорске по данным NASA | Среднесуточная температура воздуха в Медвежьегорске по данным NASA | Среднесуточная температура воздуха в Медвежьегорске по данным NASA | Среднесуточная температура воздуха в Медвежьегорске по данным NASA | Среднесуточная температура воздуха в Медвежьегорске по данным NASA |
| Янв                                                                | Фев                                                                | Мар                                                                | Апр                                                                | Май                                                                | Июн                                                                | Июл                                                                | Авг                                                                | Сен                                                                | Окт                                                                | Ноя                                                                | Дек                                                                | Год                                                                |
| −11,1 °C                                                           | −10,3 °C                                                           | −5,1 °C                                                            | 1,0 °C                                                             | 7,2 °C                                                             | 13,6 °C                                                            | 16,7 °C                                                            | 13,9 °C                                                            | 8,8 °C                                                             | 3,0 °C                                                             | −3,7 °C                                                            | −8,1 °C                                                            | 2,2 °C                                                             |
| ------------------------------------------------------------------ | ------------------------------------------------------------------ | ------------------------------------------------------------------ | ------------------------------------------------------------------ | ------------------------------------------------------------------ | ------------------------------------------------------------------ | ------------------------------------------------------------------ | ------------------------------------------------------------------ | ------------------------------------------------------------------ | ------------------------------------------------------------------ | ------------------------------------------------------------------ | ------------------------------------------------------------------ | ------------------------------------------------------------------ |

Гидротопонимика
- Онежское озеро
- Китайское озеро
- Плотичье (Мыльное) озеро
- река Вичка
- река Кумса
- река Лумбушанка

## История

### Предпосылки создания поселения
В 1914 году Российская империя вступила в Первую мировую войну, в связи с чем возникла необходимость в железной дороге к незамерзающим заливам Баренцева моря. В 1915 году началось сооружение Мурманского порта в Кольском заливе, двух небольших портов в Кеми и Сороке, а также железной дороги, которая должна была соединить Романов-на-Мурмане с Петроградом.

#### Постройка станции и посёлка
Станция Медвежья гора была построена на необжитом берегу Онежского озера. При станции появился одноимённой посёлок. В 1915 году на берегу озера была построена пристань. Материалы для строительства железной дороги стали доставляться водой из Петрограда не в Повенец, как раньше, а в будущую Медвежью Гору. В строительстве дороги в качестве наблюдателей участвовали офицеры из союзных России стран: Англии и Франции. Также было построено временное здание депо.
В 1916 году, по проекту архитектора Р. М. Габе, было построено деревянное здание вокзала с шатровой крышей и шпилем. Здание это, с небольшими переделками, сохранилось до сих пор. В ноябре 1916 года пошли первые поезда. К этому времени при станции проживало уже 300 жителей, в двух посёлках — в Захарьевском и Железнодорожном. В административном отношении станция находилась на территории Повенецкого уезда.

### Гражданская война
После Февральской революции и падения монархии в России в 1917 году началось обострение противостояния политических партий.
В ноябре 1917 года через Медвежью Гору прошёл первый поезд на Мурманск, тогда в ней насчитывалось 300 жителей. Некоторые из них работали на лесопильном и смолокуренном заводах, другие — в железнодорожных мастерских.
В конце 1917 объявило о независимости Великое княжество Финляндское.
В марте 1919 года на станции Медвежья гора торжественно открыли красноармейский клуб имени Карла Либкнехта и Розы Люксембург.
Во время Гражданской войны 1918—1920 годов и интервенции с конца февраля до начала апреля 1919 года шли непрерывные бои на участке Сегежа — Медвежья гора. В мае 1919 года Медвежью Гору оккупировали английские интервенты. 23 мая они выбили отряды большевиков из Медвежьей Горы, после чего бои развернулись на подступах к станции Кяппесельга и в Заонежье.
В эти же дни из Кеми в Медвежью Гору по железной дороге были доставлены катера-истребители, из которых была сформирована белогвардейская Онежская флотилия. Понимая стратегически выгодное положение города, был создан флот и база для более 20 гидросамолётов, сильная береговая артиллерийская батарея. 6 июня 1919 года прибыло «Передовое крыло» (англ. Forward Wing) британской морской авиации в составе четырёх новейших по тем временам бомбардировщиков «Fairey IIIC».
Во время Гражданской войны и интервенции независимости потребовала и Северная Карелия, причём как от России, так и от Финляндии.

### Советская власть
В июне 1920 года на населённых карелами территориях Олонецкой и Архангельской губерний была образована Карельская трудовая коммуна. В неё вошли город Петрозаводск и карельские волости Олонецкого, Петрозаводского и Повенецкого уездов.
Декретом ВЦИК от 20 сентября 1926 года утверждено и с 1 октября введено в действие новое административное деление Повенецкого уезда, по которому была образована Медвежьегорская волость с центром в посёлке при станции Медвежья Гора.
В 1927 году, в соответствии с декретом ВЦИК от 29 августа 1927 года о районировании в Автономной Карельской ССР, вместо ликвидированных уездов и волостей было образовано 26 административных районов, в том числе Медвежьегорский район.

### Строительство Беломорско-Балтийского канала. Медвежьегорск
В 1930 году советское правительство приняло решение о строительстве Беломорско-Балтийского канала. Административным центром стройки и Беломоро-Балтийского исправительно-трудового лагеря (Белбалтлага) стала станция Медвежья Гора и посёлок при ней.
В 1933 году одноэтажный клуб «БелБалтлага» перевезли в разобранном виде в город Дмитров, в центр Дмитлага. В клубе проходили различные выступления активистов и писателей (в том числе Максим Горький) за ударный исправительный труд на канале имени Москвы. Там он простоял до конца 1950-х годов, затем на его месте поставили ДК «ДЭЗ» (сейчас дом культуры «Современник»). Руководителем Дмитлага стал один из руководителей БелБалтлага — С. Г. Фирин.
Канал был открыт 2 августа 1933 года, 17 августа вышло постановление Совета народных комиссаров СССР № 1774—384с «О Беломорско-Балтийском комбинате». Главная цель создания комбината — «освоение Беломорско-Балтийского канала имени тов. Сталина и прилегающих к нему районов». Управление Беломорско-Балтийского комбината НКВД СССР осталось в посёлке при станции Медвежья Гора.
В Медвежьегорске действовали заводы по выделке кожи и пошиву обуви, производства комбината обрабатывали древесину на двенадцати лесопильных рамах, выпускали столярные изделия и мебель.
В 1930-годы население посёлка значительно увеличилось.
В октябре 1936 года Лесозаводский и Железнодорожный посёлки Медвежьей Горы были объединены в Кировский посёлок, Арнольдовский посёлок переименован в Октябрьский.
В 1938 году постановлением Президиума Верховного Совета РСФСР от 26 сентября рабочий посёлок Медвежья Гора получил статус города с названием Медвежьегорск.
В 1930-е годы в Медвежьегорском районе были закрыты 11 церквей.

### Военные годы
22 июня 1941 года Германия начала боевые действия против СССР. Ранним утром 25 июня силы советской авиации нанесли авиаудар по территории Финляндии, которая предоставила свои аэродромы под базы Люфтваффе. После этого Финляндия, будучи союзником Германии, также вступила в войну против СССР.
29 июня с территории Финляндии против СССР началось совместное наступление финских и германских войск. 10 июля началось наступление в Восточной Карелии, которое вели части «Карельской армии» Финляндии. Их целью было восстановление контроля над территориями, утраченными во время Зимней войны 1939—40 годов, а также продвижение дальше на восток.
В августе 1941 года из Медвежьегорска в Беломорск было эвакуировано Управление ББК и технических участков.
5 декабря 1941 года части «Карельской армии» Финляндии вошли в Медвежьегорск.
11 декабря, после отступления всех частей Красной армии, советские подрывники взорвали последний шлюз канала. Вода из водораздельного бьефа свободно сливалась в Онежское озеро через посёлок Повенец, который был почти полностью уничтожен потоком. Линия фронта остановилась на Беломорско-Балтийском канале, фарватер которого стал своего рода нейтральной полосой.
В январе 1942 года советские войска провели Медвежьегорскую наступательную операцию. Существенно потеснить финские силы не удалось, но в результате операции медвежьегорская группировка противника оказалась вынуждена ввести в бои все имевшиеся резервы и не смогла предпринять наступательных действий в кампании 1942 года.
В 1942 году командующий финской армией Густав Маннергейм отдал приказ о начале строительства долговременного рубежа на Масельском перешейке.
К середине 1944 года финская армия создала прифронтовой Медвежьегорский рубеж обороны, который перехватывал перешеек между озером Сегозеро и Повенецким заливом Онежского озера.
Медвежьегорск и подступы к нему были превращены в мощный и глубоко эшелонированный узел обороны. Были построены две линии: передовая — в основном, полевого характера (в непосредственной близости от линии фронта) — и основная долговременная, на удалении от линии фронта от 10 до 20 км. Передовая линия, выдвинутая с Масельского перешейка и основной рубеж, расположенный в самом узком месте перешейка, соединили берега двух озёр по кратчайшему расстоянию. На всех господствующих высотах с севера, северо-востока и северо-запада от города были построены 11 опорных пунктов с огневыми точками, прикрытыми проволочными заграждениями и минными полями. На 1 км фронта медвежьегорского укрепрайона приходилось по 4-5 дотов и несколько дзотов.
В июне 1944 года советские войска начали наступление в Карелии. 21 июня началась Свирско-Петрозаводская операция — после артподготовки части 313-й дивизии форсировали Беломорско-Балтийский канал. Преодолевая сопротивление противника, войска армии за первый день продвинулись на 14-16 км по всей 70-километровой полосе наступления. Солдаты дивизии обошли посёлок Повенец с севера и северо-запада, овладели им и стали продвигаться на Медвежьегорск. В тот же день к Медвежьегорску подошли войска 32-й армии Карельского фронта (в составе 313-й, 176-й и 289-й дивизий), однако попытка взять город лобовой атакой сходу не удалась. Советские войска овладели городом к вечеру 23 июня 1944 года.

### Послевоенный город
В августе 1944 года, после освобождения Медвежьегорска, в городе вновь было создано Управление Беломорстроя НКВД. Основной задачей было восстановление Беломорско-Балтийского канала, взорванного перед отступлением советских войск в 1941 году и окончательно разрушенного во время войны, так как линия фронта проходила по трассе канала. Требовалось полностью восстановить 1—7-й шлюзы Повенчанской лестницы, плотины, водоспуски. Общая стоимость восстановительных работ составила около 100 млн рублей, объём земляных работ — 1706 тыс. м³, бетонных — 41 тыс. м³. 12 декабря 1944 года Государственный комитет обороны СССР постановил ввести канал в эксплуатацию летом 1946 года.
Первоначально основной рабочей силой стали мобилизованные румыны — жители Черновицкой области. 19 и 22 августа в Медвежьегорск прибыли два этапа численностью 3600 человек. В октябре — третий этап (261 человек), а затем небольшими группами: греки, болгары, кабардино-балкарцы. В мае 1945 года начались строительные работы по восстановлению канала. В декабре 1945 года из петрозаводского спецлагеря прибыли 445 бывших советских военнопленных в Финляндии.
16 июня 1946 года канал был восстановлен, прошёл первый пароход.
В октябре 1946 года в Медвежьегорске был организован Медвежьегорский инвалидный исправительно-трудовой лагерь МВД СССР («Медвежьегорлаг»), находившийся в подчинение ГУЛАГа.
30 июля 1953 года был введён в эксплуатацию Медвежьегорский хлебозавод.
В январе 1956 года в Медвежьегорске открылся кинотеатр «Дружба», который ныне не работает. В ноябре 1958 года в городе был установлен памятник С. М. Кирову. Статуя была изготовлена в двух экземплярах: для Петрозаводска и Медвежьегорска.
В 1956 году была открыта Медвежьегорская школа-интернат, которой было присвоено имя С. М. Кирова.

## Население
| 1931    | 1939    | 1959    | 1967    | 1970    | 1979    | 1989    | 1992    | 1996    |
| ------- | ------- | ------- | ------- | ------- | ------- | ------- | ------- | ------- |
| 3900    | ↗12 108 | ↗15 824 | ↗17 000 | ↗17 465 | ↗20 300 | ↗20 373 | ↘20 200 | ↘19 300 |
| 1998    | 2000    | 2001    | 2002    | 2003    | 2005    | 2006    | 2007    | 2008    |
| ↘19 000 | ↘18 400 | ↘18 000 | ↘17 283 | ↗17 300 | ↘16 600 | ↘16 200 | ↘16 000 | ↘15 700 |
| 2009    | 2010    | 2011    | 2012    | 2013    | 2014    | 2015    | 2016    | 2017    |
| ↘15 446 | ↗15 533 | ↘15 500 | ↘15 160 | ↘14 958 | ↘14 833 | ↘14 647 | ↘14 520 | ↘14 446 |
| 2018    | 2019    | 2020    | 2021    | 2023    |         |         |         |         |
| ↘14 340 | ↘14 249 | ↘14 091 | ↘11 962 | ↘11 737 |         |         |         |         |

На 1 января 2025 года по численности населения город находился на 873-м месте из 1124 городов Российской Федерации.

## Органы власти
В Медвежьегорске находятся все представительные, исполнительные и судебные органы власти Медвежьегорского района. Администрация и Совет Медвежьегорского района расположены в здании на улице Кирова.
Медвежьегорский районный суд имеет два судебных участка (№ 1, № 2) и две должности мировых судей.

## Экономика
- Предприятия по заготовке и переработке древесины.
- Локомотивное депо — Октябрьская железная дорога ОАО «РЖД».
- Щебёночный завод. Открыт в декабре 1962 года[42]
- ОАО «Карелия ДСП».
- Порт.
- Медвежьегорское энергосетевое предприятие.
- Управление федерального государственного учреждения «Беломорско-Онежское государственное бассейновое управление водных путей и судоходства» (ФГУ «Беломорканал»)[43].

Туризм
- Гостиница «Онежская».
- Туристический комплекс «Малая медвежка».
- Туристический комплекс «Большая медведица».
- Медвежьегорский районный музей организует экскурсии по финским военным оборонительным укреплениям на Масельском перешейке[44].
- «Карельские узоры» — фабрика народных художественных промыслов, выпускающая изделия из льна с традиционной вышивкой.

## Транспорт
Железная дорога
В Медвежьегорске действует железнодорожная станция Медвежья Гора Октябрьской железной дороги.
На станции ежедневно останавливаются транзитные поезда, идущие из Мурманска и в Мурманск.
Автобусный транспорт

Рядом с железнодорожной станцией находится автостанция. С неё отправляются автобусы в Петрозаводск, Толвую, а также автовокзал принимает транзитные рейсы в Сегежу, Пудож.
Работают несколько городских автобусных маршрутов.

## Образование
На улице К. Либкнехта находится Медвежьегорский техникум.
В Медвежьегорске до 2015 года работал детский дом. В городе есть школа искусств, а также есть пять детских садов и три школы.

## Здравоохранение
Противотуберкулезный санаторий. Открыт в 1925 году.

## Культура
- Медвежьегорская центральная городская библиотека имени Ирины Федосовой, открытая в 1930 году как районная библиотека[49].
- Медвежьегорский районный музей, открытый в 1962 году, расположен в здании памятника архитектуры, бывшей гостиницы Белбалткомбината на площади Кирова[50].
- В 1984 году в городе сняли фильм Владимира Меньшова «Любовь и голуби».

## Спорт
Действуют стадион, физкультурно-оздоровительный комплекc, работает Медвежьегорская спортивная школа имени Ф. М. Терентьева.
Сильнейшими футбольными командами Медвежьегорска в 1930-х годах были ФК «Динамо» и ФК «Первомайский посёлок», участвовавшие в первенстве Карельской АССР. В 1938 году «Динамо» (Медвежьегорск) стало финалистом кубка Карельской АССР по футболу.
В 2016 году команда «Медвежьегорск» стала чемпионом Карелии по футболу.

## СМИ
- Газета «Вперёд, Медвежьегорск!»,
- газета «Диалог»,
- газета «Вперёд, Онежский Край!»,
- интернет-газета «МояМедгора.рф»,
- молодёжная видеостраничка «V.teme».

## Города-побратимы
- Соткамо, Финляндия[57]
- Можайск, Россия (2015)[58]
- Берёза, Беларусь (2019)[59]

## Достопримечательности
- Дом и места где снимался фильм «Любовь и голуби».
- Здание железнодорожного вокзала, 1916 (архитектор — Р. М. Габе);
- музей истории железнодорожной станции[60];
- здание Управления Беломорканала НКВД СССР, 1934;
- укрепрайон финских оккупационных войск «Замок Кархумяки» времён Советско-финской войны 1941—1944 годов, оборонительные укрепления сохранились на горе Лысуха в черте города[61];
- пещеры;
- водопад на реке Вичка.

## Памятники, захоронения
- Памятник советским воинам-освободителям (танк Т-34 на постаменте)[62]. Установлен на площади Кирова в 1969 году[63].
- Мемориальное кладбище «Сандармох» — место массовых расстрелов репрессированных в 1937—1940-х гг. граждан СССР.
- Братская могила жертв иностранной интервенции 1918—1920 годов и комплекс захоронений советских воинов, погибших в годы Великой Отечественной войны. Расположена на ул. Коммунаров, захоронен 31 боец[64][65]. В 1956 году на братской могиле была установлена скульптура солдата с автоматом[63].
- Братская могила советских воинов 32-й армии Карельского фронта, погибших в годы Великой Отечественной войны. Расположена в сквере на ул. Кирова. Захоронено 1015 бойцов[66] (1014 бойцов[67]). В 1959 году на могиле был установлен гранитный обелиск[63].
- Место прорыва войсками Карельского фронта узла обороны финских войск в июне 1944 года[68] (улица Урицкого)[63].
- Памятный знак воинам, погибшим в Республике Чечня.
- Братские могилы советских воинов погибших в годы Великой Отечественной войны (8-й км Петрозаводского шоссе)[63].

## Известные уроженцы
- Артемьев, Тимофей Никифорович (1912—1945) — гвардии подполковник, Герой Советского Союза[69].
- Дорофеев, Александр Петрович (1895—1971) — генерал-майор, Герой Советского Союза.

## Фотографии
- Памятник в честь 25-летия освобождения города
- Здание бывшей гостиницы управления НКВД на  «Беломорканале»
- Фигура медведя с символом Медвежьегорска
- Памятник С. М. Кирову